# Alma Bennett
Alma Bennett (Seattle, 9 aprile 1904 – Los Angeles, 16 settembre 1958) è stata un'attrice statunitense.
Prevalentemente attiva negli anni del cinema muto, con più di 60 produzioni (alcune non accreditate) tra il 1915 e il 1931. Morì a soli 54 anni

## Filmografia parziale
- The Right to Happiness, regia di Allen Holubar (1919)
- Fragilità, sei femmina! (The Affairs of Anatol), regia di Cecil B. DeMille (1921)
- Smiling Jim, regia di Joseph Franz (1922)
- Without Compromise, regia di Emmett J. Flynn (1922)
- Flaming Hearts, regia di Clifford S. Elfelt (1922)
- The Face on the Bar-Room Floor, regia di John Ford (1923)
- Man's Size, regia di Howard M. Mitchell (1923)
- Tre salti in avanti (Three Jumps Ahead), regia di John Ford (1923)
- The Grail, regia di Colin Campbell (1923)
- Amore di domani (Lilies of the Field), regia di John Francis Dillon (1924)
- Why Men Leave Home, regia di John M. Stahl (1924)
- The Dawn of a Tomorrow, regia di George Melford (1924)
- Triumph, regia di Cecil B. DeMille (1924)
- Il mondo perduto (The Lost World), regia di Harry Hoyt (1925)
- The Price of Success, regia di Tony Gaudio (1925)
- Don Juan's Three Nights, regia di John Francis Dillon (1926)
- Le sue ultime mutandine (Long Pants), regia di Frank Capra (1927)
- Orchids and Ermine, regia di Alfred Santell (1927)
- The Head of the Family, regia di Joseph C. Boyle (1928)
- New Orleans, regia di Reginald Barker (1929)